# Balón de Oro (DZFoot)
El Balón de Oro de DZFoot o también denominado DZFoot d'Or es un premio creado en el año 2000 por la web de fútbol de Argelia, DZFoot.com, líder de noticias futbolísticas en el país. El galardón lo obtiene el mejor futbolista del país que juegue en cualquier liga del mundo.

## Palmarés
| Año  | Jugador                | Club            |
| ---- | ---------------------- | --------------- |
| 2000 | Djamel Belmadi         | Marsella        |
| 2001 | Djamel Belmadi         | Marsella        |
| 2002 | Farouk Belkaid         | JS Kabylie      |
| 2003 | Moussa Saïb            | JS Kabylie      |
| 2004 | Karim Ziani            | Lorient         |
| 2005 | Karim Ziani            | Lorient         |
| 2006 | Karim Ziani            | Sochaux         |
| 2007 | Rafik Saïfi            | Lorient         |
| 2008 | Rafik Saïfi            | FC Lorient      |
| 2009 | Madjid Bougherra       | Glasgow Rangers |
| 2010 | Madjid Bougherra       | Glasgow Rangers |
| 2011 | Ryad Boudebouz         | FC Sochaux      |
| 2012 | Sofiane Feghouli       | Valencia CF     |
| 2013 | El Arabi Hilal Soudani | Dinamo Zagreb   |
| 2014 | Yacine Brahimi         | FC Porto        |
| 2019 | Riyad Mahrez           | Manchester City |